# رشاد مزروع
حارة، حرا أو الرشاد المزروع أو رشاد بري  أو حب رشاد ويعرف شعبياً بالرشاد نوع نباتي ينتمي إلى جنس الرشاد من الفصيلة الصليبية. يُستعمل خضارًا ورقية في السلطة والمقبلات.
ويطلق عليه في المعجم: الثُّفَّاء، وأيضاً يُسمى: حب الرشاد، وهو نبات تستخدم الأجزاء الهوائية منه (أي التي تنمو فوق الأرض) لصنع الدواء. الناس تأخذ الرشاد المزروع للسعال، نقص فيتامين C، والإمساك، والاتجاه نحو العدوى (ضعف الجهاز المناعي)، واحتباس السوائل.

## المعلومات الغذائية
تحتوي هذه النبتة على العديد من المواد الغذائية وخصوصا الفيتامينات والمعادن، رجاء انظر الجدول إلى اليسار حتى تتعرف على بعض هذه المواد وتركيزها.
- تعتبر حبوب الرشاد[7] ذات فائدة ليست بالقليلة في علاج بعض المشكلات الصحية حيث يمكن استخدام حبوب الرشاد في تخفيف حدة السعال ،و علاج الإمساك ،و تقوية الجهاز المناعي ،و منع احتباس السوائل بالجسم ،كما أنها تعتبر غنية بالعديد من الڤيتامينات الهامة للجسم مثل ڤيتامين ج فهي مورد جيد له.

## الاستخدامات
تشير البحوث الحيوانية إلى أن الرشاد المزروع قد يساعد في محاربة بعض البكتيريا والفيروسات، ولكن ليس هناك ما يكفي من المعلومات لمعرفة ما إذا كان يعمل في البشر.
- السعال.
- نقص فيتامين C.
- الإمساك.
- احتباس الماء.
- تعزيز جهاز المناعة.

هناك حاجة إلى مزيد من الأدلة لتقييم فعالية هذه النبتة لهذه الاستخدامات.

## الآثار الجانبية والسلامة
ليس هناك ما يكفي من المعلومات لمعرفة ما إذا كان هذا النبات آمنة للاستخدام كدواء. قد يسبب كميات كبيرة منه في تهيج الأمعاء.

### الاحتياطات والتحذيرات الخاصة
- الحمل والرضاعة: ليس هناك ما يكفي من المعلومات الموثوقة حول سلامة اخذه أثناء الحمل لهذا بعض الأطباء يفضلون البقاء على الجانب الآمن وتجنب الاستخدام.
- داء السكري: قد يقلل الرشاد المزروع من مستويات السكر في الدم لدى المصابين بداء السكري. لذلك، مستويات السكر في الدم تحتاج إلى رصد عن كثب. قد تكون تعديلات الجرعة ضرورية لأدوية السكري التي تؤخذ.
- انخفاض مستويات البوتاسيوم: نقص بوتاسيوم الدم (: قد ينظف نسبة البوتاسيوم من الجسم، مما يؤدي إلى مستويات بوتاسيوم منخفضة جدا. حتى تظهر معلومات أكثر، يجب الحذر من استخدامه إذا كان هناك خطر لنقص البوتاسيوم.
- انخفاض ضغط الدم (انخفاض ضغط الدم): قد يخفض ضغط الدم، لذلك فإن هناك بعض القلق من أنه قد يتداخل مع الادوية الخافضة لضغط الدم مما يجعل المصابين عرضة لانخفاض ضغط الدم.
- الجراحة: قد تخفض هذه النبتة من مستويات السكر في الدم. هناك قلق من أنه يمكن أن تتداخل مع السيطرة على نسبة السكر في الدم أثناء وبعد العمليات الجراحية. لذا بعض الخبراء ينصح بالتوقف عن أخذها على الأقل 2 أسابيع قبل الجراحة المقررة.[9]

1. 1 2  Caroli Linnæi (1753), Species Plantarum: Exhibentes plantas rite cognitas ad genera relatas (باللاتينية), vol. 2, p. 644, QID:Q21856107
2. ↑  النباتات الطبية والعطرية والسامة في الوطن العربي (بالعربية والإنجليزية واللاتينية)، الخرطوم: المنظمة العربية للتنمية الزراعية، 1988، ص. 272، OCLC:4771219150، QID:Q126198450
3. ↑  المعجم الموحد لمصطلحات علم الأحياء، سلسلة المعاجم الموحدة (8) (بالعربية والإنجليزية والفرنسية)، تونس: مكتب تنسيق التعريب، 1993، ص. 267، OCLC:929544775، QID:Q114972534
4. ↑  سمير إسماعيل الحلو (1999)، القاموس الجديد للنباتات الطبية: أكثر من 2000 نبات بأسمائها العربية والإنجليزية واللاتينية (بالعربية والإنجليزية واللاتينية) (ط. 1)، جدة: دار المنارة، ص. 62، OCLC:1158805225، QID:Q117357050
5. ↑  أحمد عيسى (1930)، معجم أسماء النبات (بالعربية والفرنسية واللاتينية والإنجليزية) (ط. 1)، القاهرة: الهيئة العامة لشؤون المطابع الأميرية، ص. 108، OCLC:122890879، QID:Q113440369
6. ↑  النباتات الطبية والعطرية والسامة في الوطن العربي (بالعربية والإنجليزية واللاتينية)، الخرطوم: المنظمة العربية للتنمية الزراعية، 1988، ص. 271، OCLC:4771219150، QID:Q126198450
7. ↑  "ما فوائد حبوب الرشاد للمعدة و العظام؟". أسئلة وأجوبة صحية. 20 أغسطس 2020. مؤرشف من الأصل في 2020-08-20. اطلع عليه بتاريخ 2020-08-20.
8. ↑  "حب الرشاد .. دليلك الشامل عن فوائد حب الرشاد وأضراره - مجلتك". مجلتك (بar-AR). 9 Jan 2018. Archived from the original on 2018-01-10. Retrieved 2018-01-09.{{استشهاد بخبر}}:  صيانة الاستشهاد: لغة غير مدعومة (link)
9. ↑  cress.aspx?activeingredientid=453 "GARDEN CRESS: Uses, Side Effects, Interactions and Warnings - WebMD". www.webmd.com (بالإنجليزية). Archived from the original on 2017-06-23. Retrieved 2017-10-20. {{استشهاد ويب}}: تحقق من قيمة |مسار أرشيف= (help)